# Sinfonia d'amore (film 1934)
Sinfonia d'amore (Blossom Time) è un film del 1934 diretto da Paul L. Stein.
Film drammatico-musicale di produzione britannica, è basato sull'operetta Das Dreimäderlhaus di Heinrich Berté, Alfred Maria Willner e Heinz Reichert con musiche di Franz Schubert.